# Johann Höpken
Johann Höpken (* 10. Oktober 1801 in Bremen; † 26. Juli 1877 in Bremen) war ein deutscher Kaufmann, Reeder und Mitglied der  Bremischen Bürgerschaft. Er stiftete den Landschaftspark Höpkens Ruh.

## Biografie
Höpken war der Sohn aus einer Kaufmannsfamilie, die früher Tuchmacher waren. Er absolvierte eine Kaufmannslehre. Danach wurde er Teilhaber einer Tabakfirma. Auch als Kapitän und als Reeder verdiente er sein Geld. 1848 wurde er zum Mitglied der Bremer Bürgerschaft gewählt. Am 19. Dezember 1859 erwarben er und einer seiner Brüder ein Landgut in Oberneuland. Sie nannten es Höpkensruh. Höpkensruh wurde durch seine Pflege und ergänzenden Pflanzungen als Park weiter ausgebaut. Höpken legte 1863 seine Vorstellungen zur Landschaftsgärtnerei in einer eigenen kleinen Abhandlung dar. 1865 begründete er die Johann und Elise Höpken-Stiftung für verwahrloste Mädchen. Später ging daraus der Hartmannshof hervor. Die Zinserträge der Stiftung sollten den zehn Kindern seines Bruders Eduard zugutekommen. 1873 vermachte er Höpkensruh der Stadt Bremen, die das Erbe 1877 annahm. Zwei seiner Geschwister wurden ein lebenslanges Nutzungsrecht eingeräumt; 1892 verzichtete sein Bruder Eduard Höpken auf seine weiteren Nutzungsrechte.
Höpkens Grab befindet sich auf dem Riensberger Friedhof in der Familiengruft Johann Höpken: ein großes, alleine stehendes, im Klassizismus gebautes Monument mit zentraler Figur (Lage: Grabnummer R 276).
Ehrungen
- Der Höpkenweg in Bremen-Oberneuland wurde nach ihm benannt.
- Der Park Höpkens Ruh in Bremen trägt seinen Namen.

## Höpkens Ruh

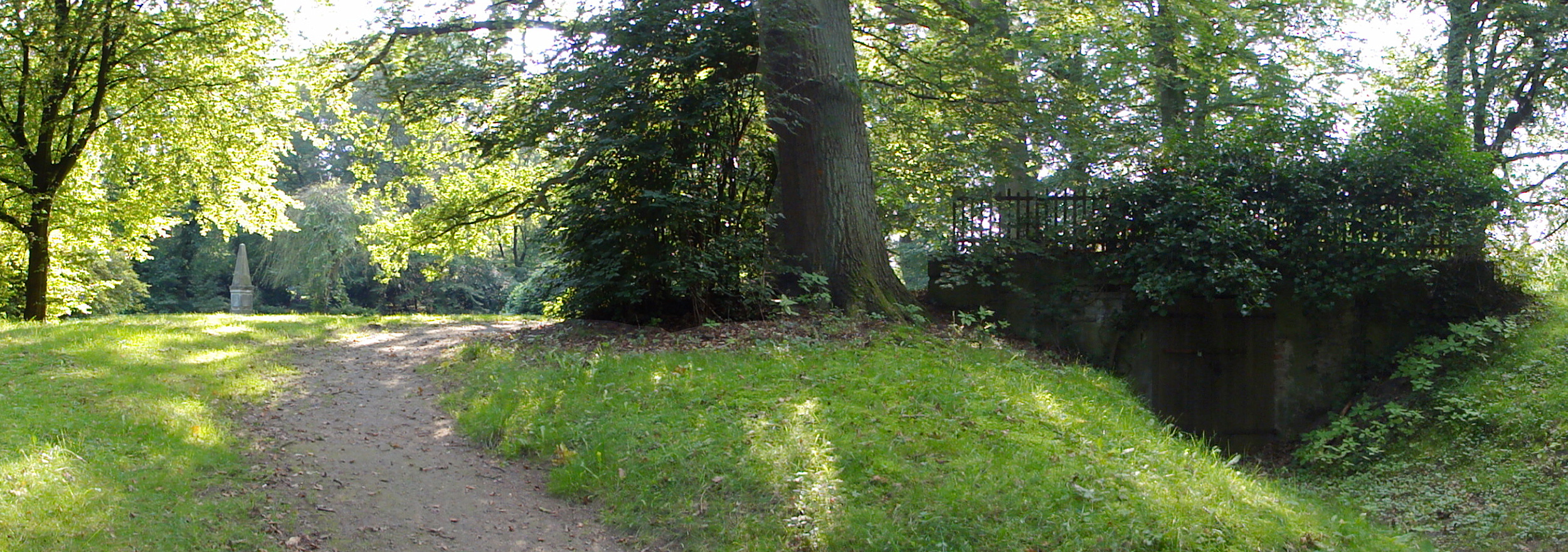
Park Höpkens Ruh mit dem Linnaeus-Obelisk im Hintergrund

Das Landgut befindet sich an der Oberneulander Landstraße 69. Ein früherer Eigentümer, Dr. Johann Friedrich Schultze, hatte bereits 1785 einen kleinen Park angelegt, 1800 das Landgut Schultze im Stil des Klassizismus gebaut und einen Obelisken zum Gedenken an Carl von Linné aufgestellt. Höpkens Ruh entwickelte sich zum Landschaftspark, der heute unter Denkmalschutz steht. Im Gutshaus konnte eine Gaststätte eingerichtet werden, die 1893 an den Wirt Carl Bartels verpachtet wurde. 1897 brannte die Sommerwirtschaft ab. Nach Plänen von Heinrich Flügel erfolgte ein Neubau, der an die Kaiserbrauerei Beck & Co verpachtet und 1944 zerstört wurde. Ein 1958 gegründeter Verein der Freunde von Höpkensruh veranlasste 1964 nördlich vom alten Haus den Bau einer neuen Gaststätte.